# Têtu (magazine)
Pour les articles homonymes, voir Têtu.
Têtu est un magazine trimestriel et un site web LGBT+ français créé en 1995 par Didier Lestrade et Pascal Loubet avec le soutien financier de Pierre Bergé. 
Il paraît pendant vingt ans (212 numéros) avant de cesser d'exister en juillet 2015. Le magazine est ensuite repris par la start-up française iDyls fin 2015, puis liquidé une deuxième fois en février 2018. Une seconde reprise, initiée par l'entrepreneur Albin Serviant, avec une version papier trimestrielle haut de gamme vendue en kiosque et sur abonnement ainsi qu’un nouveau site, a lieu en novembre 2018. L’accent est porté sur la diversification B2B  et notamment sur Têtu Connect, think tank de 40 entreprises travaillant sur les sujets de diversité & inclusion LGBT en entreprise. 

## Histoire
Le premier numéro du magazine paraît en juillet 1995 à l’occasion de la Marche des fiertés parisienne, à l'initiative de Didier Lestrade et Pascal Loubet. Pour la première fois, un magazine homosexuel obtient dans ses pages des annonceurs généralistes : couturiers, stylistes, opérateurs de téléphone, fournisseurs d'accès à Internet, parfumeurs, marques d'eau minérale, etc. Deux numéros suivent le premier opus, avant une interruption jusqu'au mois de juin 1996, date à partir de laquelle le magazine sort de manière ininterrompue aux alentours du 20 de chaque mois. Dès la sortie de son premier numéro, Têtu prend le relais du magazine Le Gai Pied, disparu à l'automne 1992 (1979-1992), en devenant très rapidement le magazine référent de la communauté homosexuelle.
À son origine, Têtu s'est défini comme « le magazine des gays et des lesbiennes », slogan abandonné en 2007. Cependant, son lectorat principalement masculin oriente le magazine vers des couvertures montrant surtout des hommes. Au mois de mai 2004, une nouvelle rubrique consacrée aux femmes apparaît : « Têtue ». Cette rubrique exclusivement lesbienne voit le jour sous la forme d’une section de quatre pages, jusqu’en février 2009. À cette date, la ligne éditoriale choisie est de faire de Têtu un magazine masculin[Interprétation personnelle ?]. Chaque numéro comprend une rubrique sur le sida nommée « Tétu + » coordonnée par Luc Biecq. Un guide d'information sur le VIH, appelé également « Têtu + », est diffusé tous les deux ans à compter de janvier 2000 à raison de 200 000 exemplaires[réf. nécessaire].
Certaines personnalités choisissent Têtu pour faire leur coming out (le chanteur Emmanuel Moire, l'homme politique Bruno Julliard, le haut-fonctionnaire et ministre Clément Beaune) ou parler pour la première fois en longueur de leur homosexualité ou bisexualité (Franck Riester, Muriel Robin), tandis que certains hommes politiques y acceptent les interviews pour montrer leur ouverture d'esprit ou leur solidarité avec la communauté homosexuelle (notamment dans la lutte contre les discriminations et pour l'égalité des droits). En avril 2002, Lionel Jospin et Jacques Chirac, candidats à la présidentielle, accordent une interview au magazine : c'est alors la première fois qu’un Premier ministre et un président de la République en exercice répondent aux questions d’un magazine LGBT[réf. nécessaire]. Depuis, les principaux candidats aux élections présidentielles de 2007 (Ségolène Royal, Nicolas Sarkozy…) et 2012 (François Hollande, Nicolas Sarkozy, Marine Le Pen, Jean-Luc Mélenchon, François Bayrou, Eva Joly…) ont répondu aux questions de Têtu.
Au mois de juin 2013, pour la première fois, le magazine choisit de mettre en couverture un père homosexuel tenant son enfant dans les bras. Le magazine reste la propriété de Pierre Bergé de 1995 à 2013, date de sa revente à Jean-Jacques Augier. 
Le 1er juin 2015, le magazine est placé en redressement judiciaire. Les pertes ont atteint 1,1 million d’euros en 2014 et devraient s’élever à 600 000 euros en 2015[Passage à actualiser]. Le 23 juillet 2015, le magazine est placé en liquidation judiciaire. 
L'ensemble des actifs incorporels de la société éditrice CPPD sont repris par les propriétaires de la start-up française iDyls, Julien Maquaire et Yannick Le Marre, en novembre 2015 auprès du tribunal de commerce de Paris. La société iDyls relance la marque Têtu sur internet via le site d'information tetu.com: le site Internet associé au magazine, disparu fin 2015, est réactivé début 2016. La version papier est relancée dans une nouvelle formule bimestrielle de février 2017 à novembre 2017 (ce dernier numéro  uniquement en format numérique). Idyls, la société éditrice du nouveau Têtu est placée en liquidation judiciaire en février 2018.

### Renaissance
Le 22 mai 2018, un billet publié sur le site web du magazine annonce que, des investisseurs ayant été trouvés, « 2018 sera l'année de la renaissance de Têtu ». Romain Burrel, ex-journaliste à Têtu, LCI et aux Inrockuptibles est nommé directeur de la rédaction,. Albin Serviant, « l’un des cinq dirigeants d’En marche ! outre-Manche », président et cofondateur de la French Tech London et ancien proche de François Fillon pour qui il a levé des fonds,  devient le patron de la SAS Têtu Ventures . Il finalise une première levée de fonds de 700 000 €  pour accélérer la diversification en juillet 2018 avec un collectif d'entrepreneurs dont Hervé Labeille, cofondateur de TÊTU Ventures et Marc-Olivier Fogiel.    
Le 14 novembre 2018, le compte Twitter de Têtu annonce le retour d'une version papier du magazine à partir du 21 novembre. Désormais trimestriel, le magazine alterne entre des couvertures avec des anonymes et des personnalités comme Madonna, Christiane Taubira ou encore le chanteur Mika. En mai 2019, le footballeur et champion du monde Antoine Griezmann pose en couverture du magazine Têtu avec un message « L'homophobie dans le foot, ça suffit ! ».
Sous l'impulsion de Romain Burrel, le site d'information TETU.com devient une véritable plateforme d'actualité. Les députés LREM Matthieu Orphelin et Raphaël Gérard font successivement leur coming out auprès du site de TÊTU. La vidéo fait son apparition sur TETU.com. À l'occasion des élections municipales de 2020, le site TÊTU, en partenariat avec Loopsider, interroge en vidéo tous les candidats à la mairie de Paris sur leurs différentes propositions pour « faire de Paris une ville plus LGBT-friendly ».
En avril 2019, un article publié sur le site Internet du magazine annonce le lancement du festival de musique « Paris est Têtu », produit par Decibels Productions. Il a lieu le 21 et 22 septembre 2019 et accueille les artistes Hyphen Hyphen, Jake Shears, Kiddy Smile, Corine, etc. Plus de 3 000 personnes assistent à la première édition[réf. nécessaire]. 
En parallèle, Têtu lance une initiative tournée vers le monde de l'entreprise avec Têtu Connect, un forum media dédié aux sujets d'inclusion et de diversité LGBT en entreprise. Plus de 20 grandes entreprises rejoignent cette initiative, avec des interviews de dirigeants de grands groupes français s'engageant pour la cause. En novembre 2020, Têtu lance en complément Têtu Campus, le premier forum étudiants dédié à l’entrée dans la vie active des jeunes LGBT.
En février 2020, Élisabeth Laborde est nommée directrice générale et directrice de la publication du titre,,. Elle annonce son départ du titre en octobre 2020. Le directeur de la rédaction Romain Burrel, et le directeur du marketing Hamid Hassani, continuent à assurer la respectivement la direction de la rédaction et la direction marketing, avec Béatrice Vanniere, éditrice du magazine depuis novembre 2018. Albin Serviant, président de TÊTU Ventures et artisan de la relance depuis mai 2018, reprend la direction générale et la direction de la publication qu'il assurait jusqu'en février 2020. À l'été 2021, Romain Burrel quitte la rédaction, remplacé par Antoine Patinet. Ce dernier opère des modifications dans la ligne éditoriale du titre, en actant l'ouverture du journal à toute la communauté LGBTQIA+ par, notamment, le changement du logo, inchangé depuis la création du magazine, ainsi qu'une nouvelle formule du trimestriel. Thomas Vampouille prendra sa suite à partir de décembre 2022. Morgan Crochet occupe le poste de rédacteur en chef et la direction générale est confiée à Hamid Hassani.
Depuis la reprise de Têtu, Albin Serviant a mis en place une politique de diversification de la marque avec un festival, et TÊTU Connect, un forum qui rassemble différents acteurs du monde du travail pour promouvoir les talents LGBT+, aidant notamment les entreprises à développer une culture plus inclusive et célébrer les rôles modèles de la communauté.
En 2023, le magazine Têtu est rentable avec un chiffre d'affaires en hausse, mais ce n'est pas le cas des autres titres pour lesquels la stratégie de diversification tarde à montrer des résultats. En avril 2024, le groupe I/O Media est placé en redressement judiciaire et le magazine Têtu est vendu à un ensemble constitué à 51 % du Groupe SOS, déjà actionnaire d'I/O Media et à 49 % de la fondation Le Refuge, active dans la lutte contre les LGBTphobies.

## Ligne éditoriale et finances
Thomas Doustaly a été le rédacteur en chef, puis le directeur de la rédaction de Têtu pendant plus de dix ans. En juillet 2007, le magazine subit une crise interne avec le licenciement de plusieurs membres de la rédaction ; la presse s'en est fait écho, dont le site Rue89, et le journal Le Monde 2. Finalement, Thomas Doustaly quitte ses fonctions en mars 2008. Le 1er juillet 2008, Pierre Bergé nomme Gilles Wullus rédacteur en chef[réf. nécessaire], puis directeur de la rédaction à partir de novembre 2009. Journaliste à Libération depuis 1994, il en était le rédacteur en chef Édition quand il a quitté le quotidien en 2007. Dans un contexte de crise de la presse depuis l'automne 2008, il parvient à contenir l'érosion des ventes dans les limites de celle du marché des magazines. En 2011, il inverse la tendance et les ventes progressent de 1,64 %, première année positive depuis 2007.
Une nouvelle formule paraît en mars 2009 : le magazine se décompose alors entre un journal principal, axé sur la culture, la mode, le people, les voyages, le lifestyle, la psycho, et un deuxième magazine plus petit, TÊTU News, inséré à l'intérieur centré sur l'actualité LGBT en France et dans le monde et sur les associations LGBT françaises[réf. nécessaire].
Après le recrutement d'un nouveau directeur artistique en août 2010, et d'un nouveau directeur délégué, Jean-Marc Gauthier, venu du Lagardère SCA fin mars 2011 pour redresser les comptes, le magazine paraît sous une nouvelle formule à partir du 21 septembre 2011, entièrement re-designée, enrichie de nouvelle rubriques (sport, cuisine, auto, sexo, 15-20 ans, déco), et qui voit l'arrivée de nouveaux chroniqueurs, les écrivains Philippe Besson, par ailleurs animateur de l'émission Paris Dernière, et Abdellah Taïa, prix de Flore 2010. Le format du magazine change et un nouveau cahier central, SO TÊTU remplace l’ancien TÊTU News. SO TÊTU se veut la partie la plus communautaire du magazine, incluant un annuaire des adresses gays et gay-friendly à Paris et en régions, les dossiers sexy et pages associatives[réf. nécessaire].
Plusieurs fois dans l'année, le magazine édite des hors-séries, dont TÊTU Voyage une fois par an, seule publication tourisme dédiée au public homosexuel masculin. Cette nouvelle formule rencontre le succès : le magazine voit ses ventes augmenter de plus de 10 % sur les six premiers numéros selon le journal et selon l'OJD[réf. nécessaire]. Du coup, début 2012, le magazine obtient deux nominations (« magazine de l'année », prix de l'innovation) dans le concours organisé chaque année par le Syndicat de la presse magazine[réf. souhaitée].
Néanmoins, en octobre 2012, Pierre Bergé met en vente le magazine après une perte de 2,3 millions d'euros, pratiquement le double de l'année précédente et cherche un repreneur. Jean-Jacques Augier, homme d'affaires et ancien trésorier de campagne et proche de François Hollande, rachète le titre en février 2013.
Un plan social est alors annoncé. Sur 27 salariés, il prévoit la suppression de 16 postes, dont celui de Jean-Marc Gauthier[réf. nécessaire]. 
Dès mars 2013, le directeur de la rédaction Gilles Wullus est remplacé par Yannick Barbe, le cofondateur de Yagg.  Anciennement rédacteur en chef adjoint du magazine de 2001 à 2006, rédacteur en chef de 2006 à 2007 puis rédacteur en chef du site internet Yagg jusqu'en 2013, il prend dès lors officiellement la direction de la rédaction du magazine. 
Les postes sont supprimés essentiellement à la rédaction, à la maquette et dans les services administratifs. Une grève des salariés est observée pendant un jour. Autre changement, la liquidation de Têtu.com (et la disparition de Têtue.com, seul site français à destination des lesbiennes), à cause des pertes du site web de Têtu, estimées à 400 000 € en 2012.
La nouvelle formule qui voit le jour en février 2017 prend acte de l'histoire du magazine, et s'oriente « vers de nouveaux horizons militants », sous-titre du numéro. Le magazine renoue avec les interviews politiques poussant le personnel politique à prendre position, ainsi qu'avec la prévention des IST. En revanche, il rompt avec les « cover boys », marque de fabrique de l'ancienne version du magazine : « Bye-bye le cover boy flashé, musclé, huilé. Internet est là pour ça. TÊTU sur papier ne se fera pas le chantre des corps parfaits », explique l'éditorial du rédacteur en chef, Adrien Naselli.  
En mai 2018, le média renait une nouvelle fois, sous l’impulsion de Romain Burrel, ex-journaliste aux Inrockuptibles et France Culture, nommé directeur de la rédaction. Le média propose désormais un site web en partie gratuit et une partie payante réservée aux abonnés qui souhaitent lire du contenu à valeur journalistique ajoutée, comme des reportages et des enquêtes. L’édition de magazine dans sa version print est également relancée. Le footballeur Antoine Griezmann, les popstars Madonna ou Mika mais également des personnalités politiques comme Christiane Taubira font la couverture du magazine. Le magazine renoue avec les reportages, les enquêtes de fond et les grands entretiens. Le secrétaire d’état chargé aux affaires européennes, Clément Beaune fait son coming out dans le magazine. 
En septembre 2021, après quatre ans à la tête du titre, Romain Burrel quitte la direction de Têtu. 
Début 2020, l'actionnaire majoritaire et président de Têtu Albin Serviant réalise une levée de fonds d'un million d'euros. En mai 2021, le propriétaire du magazine Têtu annonce avoir bouclé son tour de table et levé 1,4 million d’euros.

## Diffusion
Le magazine était diffusé à 32 775 exemplaires en moyenne en 2014, l'année précédant sa première disparition. En 2012, il était diffusé à 41 961 exemplaires. Depuis sa relance en 2018, le titre refuse de déclarer les chiffres de ses ventes magazines. 

## Rubriques et chroniqueurs notables
- Philippe Besson (jusqu'en 2013)
- Emmanuel Pierrat (chronique juridique, jusqu'en 2013)
- Abdellah Taïa (jusqu'en 2013)
- Bruce Benderson (jusqu'en 2013)
- Luz (illustrateur, jusqu'en 2011)
- Frédéric Mitterrand (jusqu'en 2010)
- Christine Angot (jusqu'en juin 2007)
- Didier Eribon (jusqu'en juin 2007)
- Nina Bouraoui (de 2018 à 2021)

## Site internet
Têtu.com, site officiel du magazine, voit le jour en 1997. La première version du site propose seulement des portraits de l'équipe, sondages en ligne, éditos et albums photos. En octobre 1999, têtu.com se refond dans une nouvelle version, plus complète, plus axée sur l’actualité. La rédaction web devient un service à part entière. Peu à peu, le magazine et le site vont se redéfinir l'un par rapport à l'autre pour devenir complémentaires.
En février 2009, têtu.com est relancé, avec un design entièrement neuf et de nouveaux contenus. Le site se décline en deux, l'un à destination des gays, Têtu.com, l'autre à destination des lesbiennes, Têtue.com, seul site web francophone d’actualité 100 % lesbien. Cette nouvelle version est récompensée du prix du meilleur site de magazine pour l'année 2010 par le Syndicat de la presse magazine. Sur Facebook, Têtu se classe premier magazine masculin en nombre de fans.
À l'issue du rachat du magazine par Jean-Jacques Augier, le site internet du magazine a rejoint la plate-forme du site Yagg fin juin 2013. LGNET, société éditrice de Yagg, et CPPD, qui édite Têtu, ont signé un contrat de prestation rédactionnelle et technique valable jusqu'en décembre 2014. Depuis, tetu.com a retrouvé un site indépendant géré par la rédaction du magazine.
En juillet 2015, après la mise en liquidation judiciaire de CPPD, la société iDyls rachète l'ensemble des actifs incorporels de CPPD dont la marque TÊTU auprès du tribunal de commerce de Paris avant de relancer le site d'information LGBT tetu.com dès le mois de décembre 2015.  
Le 22 février 2018, Têtu, en difficulté, est mis en liquidation judiciaire.
En mai 2018, et à la suite de la liquidation du magazine, un nouveau groupe d'investisseurs rachète la marque et ses actifs auprès du tribunal de commerce de Paris afin de relancer le magazine sous une nouvelle forme et développer tout le volet digital de la marque.